# Ofiara przestępstwa
Ofiara – pojęcie wiktymologiczne. W rozumieniu Polskiej Karty Praw Ofiary jest to osoba fizyczna, której dobro chronione prawem zostało naruszone lub bezpośrednio zagrożone przez przestępstwo. Karta zalicza do ofiar również najbliższych takiej osoby.